# 아사히촌 (가나가와현 다치바나군)
아사히촌(일본어: 旭村)은 1889년 4월 1일부터 1927년 4월 1일까지 존재했던 일본 가나가와현 다치바나군의 촌이다. 

## 지리
현재의 요코하마시 쓰루미구 서부, 가나가와구 남부, 고호쿠구의 극히 일부에 해당한다.

## 역사
- 1889년 4월 1일  - 정촌제 시행에 의해 소야미토촌, 시노하라촌, 기쿠나촌, 다루촌, 오소네촌, 도오촌, 미나미쓰나시마촌, 기타쓰나시마촌이 합병해 성립하였다.
- 1911년 4월 1일 - 고야스촌의 일부를 편입하였다.
- 1927년 
  - 4월 1일 - 요코하마시에 편입해, 동일 아사히촌은 폐지되었다.
  - 10월 1일 - 요코하마시가 구제를 시행해. 구촌역 중 1911년 편입된 지역과 구 모로오카촌이 가나가와구에, 잔부가 쓰루미구가 되었다.

## 참고 문헌
- 角川日本地名大辞典編纂委員会,『角川日本地名大辞典 神奈川県』1984, 角川書店
- 小幡宗海編『神奈川文庫 第五集 百家明鑑』神奈川文庫事務所、1900年。
- 大日本篤農家名鑑編纂所編『大日本篤農家名鑑』大日本篤農家名鑑編纂所、1910年。
- 交詢社編『日本紳士録 第29版』交詢社、1925年。
- 織田正誠編『貴族院多額納税者名鑑』太洋堂出版部、1926年。
- 篠田皇民『自治団体之沿革 神奈川県名誉録』東京人事調査所、1927年。
- 『全国貴族院多額納税者議員互選人名総覧』銀行信託通信社出版部、1932年。
- 交詢社編『日本紳士録 第37版附録 多額納税者名簿』交詢社、1933年。
- 帝国秘密探偵社編『大衆人事録 第12版 北海道・奥羽・関東・中部・外地・満州・支那・海外篇』帝国秘密探偵社ほか、1938年。
- 医学公論社編『日本薬剤師録 昭和30年版』医学公論社、1955年。
- 「古老を囲んで港北を語る」編集委員会編『港北百話 古老の話から』港北区老人クラブ連合会、1976年。